# Ferritin

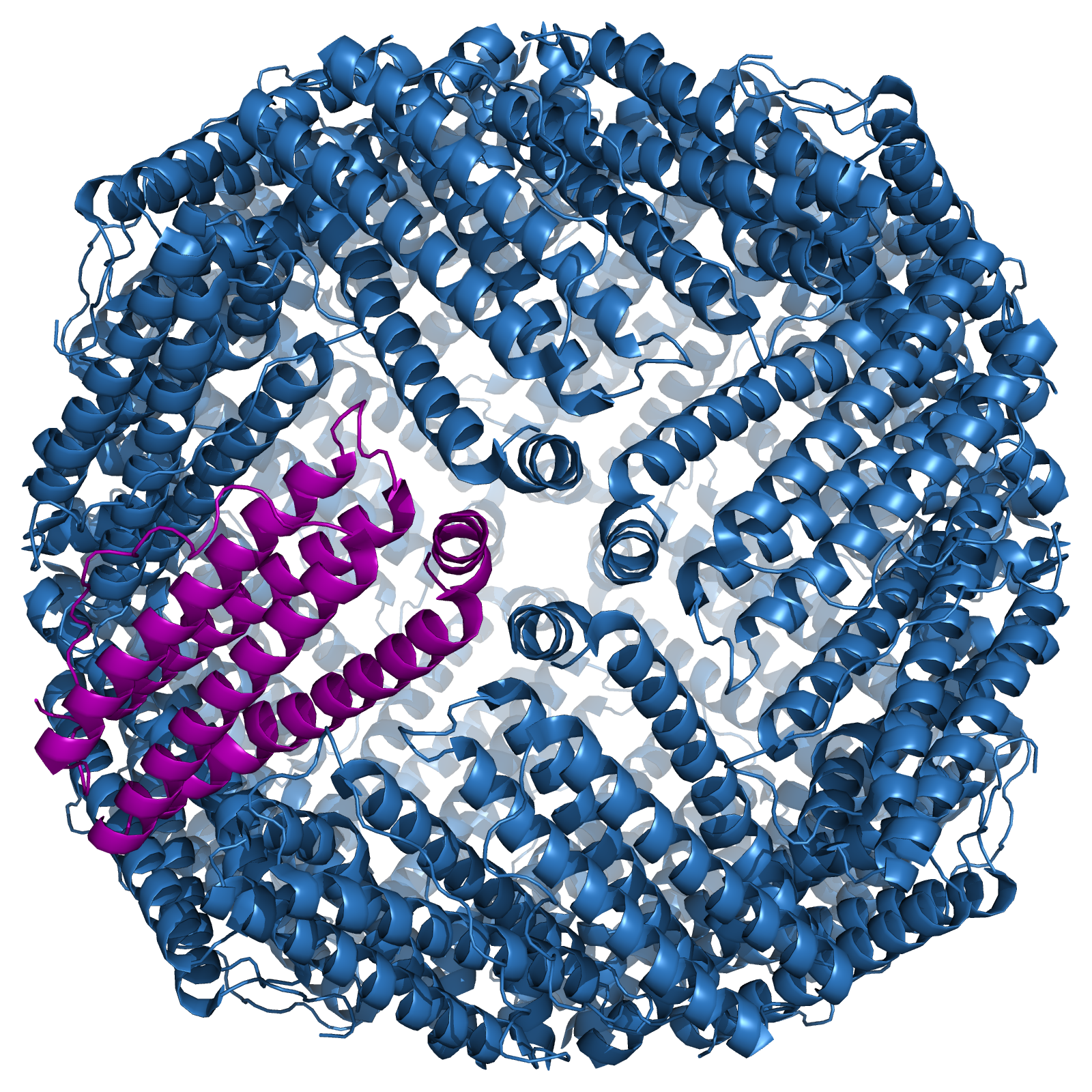
Strukturen hos det murina ferritinkomplexet

Ferritin eller apoferritin innehållande järn, är ett intracellulärt protein som utgör kroppens normala deponeringsform för järn. Proteinet produceras av nästan alla levande organismer, som archaea, bakterier, alger, högre växter och djur. Det är det primära intracellulära järnlagringsproteinet i både prokaryoter och eukaryoter, vilket håller järn i en löslig och icke-toxisk form. Hos människor fungerar det som en buffert mot järnbrist och järnöverskott.
Ferritin finns i de flesta vävnader som ett cytosoliskt protein, men små mängder utsöndras i serumet där det fungerar som järnbärare. Plasmaferritin är också en indirekt markör för den totala mängden järn som lagras i kroppen; därför används serumferritin som ett diagnostiskt test för järnbristanemi och järnöverskott. Aggregerat ferritin omvandlas till en vattenolöslig, kristallin och amorf form av lagringsjärn som kallas hemosiderin. 
Ferritin är ett globulärt proteinkomplex som består av 24 proteinunderenheter som bildar en ihålig sfärisk nanocage med flera metall-proteininteraktioner. Ferritin med borttaget järn kallas apoferritin.:e10
Ferritinmätningar utförs vanligtvis för bedömning av en patients järndepåer i kroppen, till exempel hos blodgivare, hemokromatos, okomplicerad tidig graviditet med flera. Mätning av koncentrationen av ferritin i plasma kan även ge värdefull information vid vissa tumörsjukdomar samt leverskador.

## Gen
Ferritingener är mycket konserverade mellan arter. Alla ferritingener från ryggradsdjur har tre introner och fyra exoner. I humant ferritin finns introner mellan aminosyraresterna 14 och 15, 34 och 35 samt 82 och 83. Dessutom finns det ett- till tvåhundra oöversatta baser i vardera änden av de kombinerade exonerna. Tyrosinresten vid aminosyraposition 27 tros vara delaktig i biomineralisering.

## Proteinstruktur

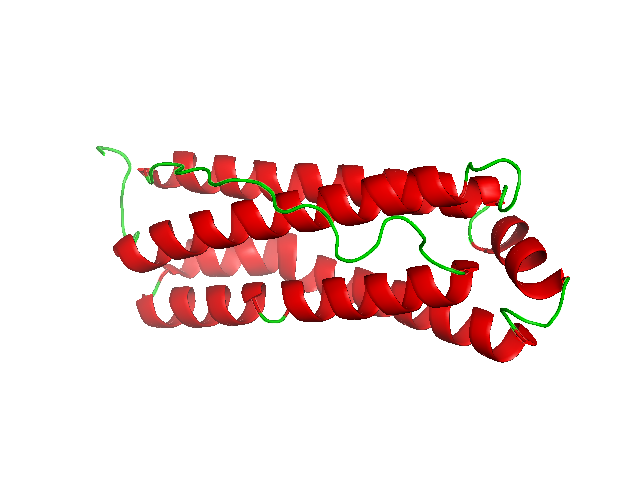
Kristallografisk struktur av mitokondriellt ferritin.

Ferritin är ett ihåligt globulärt protein med massan 474 kDa och omfattande 24 underenheter. Typiskt har det inre och yttre diameter på cirka 8 respektive 12 nm. Dessa subenheters natur varierar beroende på organismklass:
- Hos ryggradsdjur är underenheterna av två typer, lätt (L) och tung (H) , som har en skenbar molekylmassa på 19 kDa respektive 21 kDa; deras sekvenser är homologa (ca 50 procent identiska).[7]
- Amfibier har ytterligare en ("M") typ av ferritin.[11]
- Växter och bakterier har ett enda ferritin, som mest liknar  ryggradsdjurens H-typ.[11]
- Hos gastropoder av släktet Lymnaea har två typer återvunnits, från somatiska celler respektive äggula (se nedan).[11]
- I pärlostronet Pinctada fucata är en ytterligare underenhet som liknar Lymnaea soma ferritin förknippad med skalbildning.[12]
- Hos parasiten Schistosoma finns två typer, en hos hanar och en hos honor.[11]

Alla de tidigare nämnda ferritinerna är lika, vad gäller deras primära sekvens, med ryggradsdjurens H-typ. I E. coli observeras en 20 procent likhet med humant H-ferritin. Vissa ferritinkomplex hos ryggradsdjur är hetero-oligomerer av två mycket besläktade genprodukter med något olika fysiologiska egenskaper. Förhållandet mellan de två homologa proteinerna i komplexet beror på de relativa uttrycksnivåerna för de två generna. 
Cytosoliskt ferritinskal (apoferritin) är en heteropolymer av 24 underenheter av tunga (H) och lätta (L) peptider som bildar en ihålig sfärisk nanocage som täcker en järnkärna som består av kristalliter tillsammans med fosfat- och hydroxidjoner. Den resulterande partikeln liknar ferrihydrit (5Fe2O3 · 9H2O). Varje ferritinkomplex kan lagra cirka 4500 järnjoner (Fe3+). Andelen H till L-subenheter varierar i ferritin från olika vävnader, vilket förklarar dess heterogenitet på isoelektrisk fokusering. L-rika ferritiner (från mjälte och lever) är mer basiska än H-rika ferritiner (från hjärta och röda blodkroppar). 
Serumferritin, som vanligtvis är järnfattigt, består nästan uteslutande av L-subenheter. Serumferritin är heterogent på grund av glykosylering. Glykosyleringen och det direkta förhållandet mellan serumferritinkoncentration och järnlagring i makrofager tyder på att det utsöndras av makrofager som svar på ändrade järnnivåer.
Humant mitokondriellt ferritin, MtF, visade sig uttrycka som ett pro-protein. När en mitokondrie tar upp den, bearbetar den den till ett moget protein som liknar ferritinerna som finns i cytoplasman, som den sätter ihop för att bilda funktionella ferritinskal. Till skillnad från andra mänskliga ferritiner är den en homopolymer av H-typ ferritin och verkar inte ha några introner (intronlösa) i sin genetiska kod. Mitokondrieferritinets Ramachandran-plot visar att dess struktur huvudsakligen är alfaspiralformad med en låg förekomst av beta-ark. Det ackumuleras i stora mängder i erytroblasterna hos patienter med nedsatt hemsyntes.

## Funktioner

### Järnförvaring

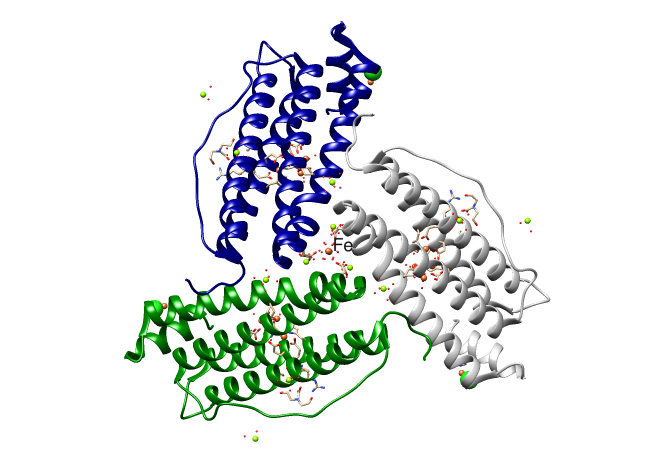
Järnupptag genom ferritins 3-faldiga kanal

Ferritin finns i alla celltyper. Det tjänar till att lagra järn i en giftfri form, för att deponera det i en säker form och för att transportera det till områden där det behövs. Funktionen och strukturen hos det uttryckta ferritinproteinet varierar i olika celltyper. Detta styrs i första hand av mängden och stabiliteten av budbärar-RNA (mRNA), men också av förändringar i hur mRNA:t lagras och hur effektivt det transkriberas. En stor utlösande faktor för produktionen av många ferritiner är blotta närvaron av järn. Ett undantag är äggulaferritin från Lymnaea sp., som saknar en järnkänslig enhet.
Fritt järn är giftigt för celler eftersom det fungerar som en katalysator vid bildandet av fria radikaler från reaktiva syreämnen via Fenton-reaktionen. Därför har ryggradsdjur en utarbetad uppsättning skyddsmekanismer för att binda järn i olika vävnadsavdelningar. Inom celler lagras järn i ett proteinkomplex som ferritin eller det relaterade komplexet hemosiderin. Apoferritin binder till fritt järn och lagrar det i järntillstånd. När ferritin ackumuleras i celler i retikuloendotelsystemet, bildas proteinaggregat som hemosiderin. Järn i ferritin eller hemosiderin kan extraheras för frisättning av RE-cellerna, även om hemosiderin är mindre lättillgängligt. Under steady-state-förhållanden korrelerar nivån av ferritin i blodserumet med kroppens totala förråd av järn. Således är serumferritin FR5Rl det lämpligaste laboratorietestet för att uppskatta järnförråd. 
Eftersom järn är ett viktigt mineral i mineralisering, används ferritin i skalen på organismer som blötdjur för att kontrollera koncentrationen och fördelningen av järn, vilket skulpterar skalets morfologi och färg. Det spelar också en roll i hemolymfen hos ledsnäckor, där det tjänar till att snabbt transportera järn till den mineralisande radulan.
Järn frigörs från ferritin för användning genom ferritinnedbrytning, som huvudsakligen utförs av lysosomer.

### Ferroxidasaktivitet
Vertebrat ferritin består av två eller tre underenheter som är namngivna baserat på deras molekylvikt: L "lätt", H "tung" och M "mellan" underenheter. M-underenheten har bara rapporterats i bullgrodor. I bakterier och archaea består ferritin av en underenhetstyp. H- och M-underenheter av eukaryot ferritin och alla underenheter av bakteriellt och arkealt ferritin är av H-typ och har ferroxidasaktivitet, vilket innebär att de kan omvandla järn från järn (Fe2+) till järn (Fe3+) form. Detta begränsar den skadliga reaktion som uppstår mellan järn och väteperoxid, känd som Fenton-reaktionen som producerar den mycket skadliga hydroxylradikalen. Ferroxidasaktiviteten sker vid ett dijärnbindningsställe i mitten av varje underenhet av H-typ. Efter oxidation av Fe(II) stannar Fe(III)-produkten metastabilt i ferroxidascentrum och förskjuts av Fe(II), en mekanism som verkar vara vanlig bland ferritiner av livets alla tre domäner. Den lätta kedjan av ferritin har ingen ferroxidasaktivitet men kan vara den som gör elektronöverföringen över proteinburen.

### Immunsvar
Ferritinkoncentrationerna ökar drastiskt vid en infektion eller cancer. Endotoxiner är en uppregulator av genen som kodar för ferritin, vilket gör att koncentrationen av ferritin ökar. Däremot orsakar organismer som Pseudomonas, även om de besitter endotoxin, plasmaferritinnivåerna att sjunka avsevärt inom de första 48 timmarna efter infektion. Således nekas järndepåerna i den infekterade kroppen tillträde till smittämnet, vilket hindrar dess ämnesomsättning.

### Stressrespons
Koncentrationen av ferritin har visat sig öka som svar på stress som anoxi, vilket tyder på att det är ett akutfasprotein.

### Mitokondrier
Mitokondriellt ferritin har många roller som hänför sig till molekylär funktion. Det deltar i ferroxidasaktivitet, bindning, järnjonbindning, oxidoreduktasaktivitet, ferrijärnbindning, metalljonbindning såväl som övergångsmetallbindning. Inom sfären av biologiska processer deltar den i oxidationsreduktion, järnjontransport över membran och cellulär järnjonhomeostas. 

### Äggula
Hos vissa sniglar är proteinkomponenten i äggulan främst ferritin. Detta är ett annat ferritin, med en annan genetisk sekvens, från det somatiska ferritinet. Det produceras i mellantarmskörtlarna och utsöndras i hemolymfen, varifrån det transporteras till äggen.

## Tillämpningar
Ferritin används inom materialvetenskap som en föregångare vid tillverkning av järnnanopartiklar (NP) för tillväxt av kolnanorör genom kemisk ångavsättning.
Kaviteter som bildas av ferritin och mini-ferritiner (Dps) proteiner har framgångsrikt använts som reaktionskammare för tillverkning av metall nanopartiklar. Proteinskal fungerade som en mall för att begränsa partikeltillväxt och som en beläggning för att förhindra koagulering/aggregation mellan NP. Genom att använda olika storlekar av proteinskal, kan olika storlekar av NP:er enkelt syntetiseras för kemiska, fysiska och biomedicinska tillämpningar.
Experimentella COVID-19-vacciner har producerats som visar spikproteinets receptorbindande domän på ytan av ferritinnanopartiklar.